# Slocum (cráter)
Slocum es un pequeño cráter de impacto lunar situado en la parte sureste del Mare Smythii. Se encuentra cerca del terminador este de la Luna, y desde la Tierra esta sección de la superficie se ve en un ángulo muy oblicuo. Esto limita enormemente la cantidad de detalle que se puede observar. Además, la libración de la Luna en su órbita puede causar que esta área esté completamente oculta desde la Tierra. Cerca de Slocum aparecen Runge al oeste-noroeste, Warner al oeste-suroeste, y Swasey al sur-sureste.
|  |

Se trata de un cráter circular, en forma de cuenco, rodeado por el mar lunar. No está marcado por ningún impacto notable. Al oeste y al suroeste de este cráter se localiza una grieta en la superficie del mare.

## Referencias

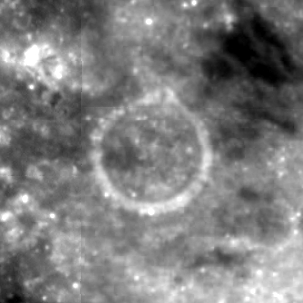
Fotografía de la misión Clementine (1994)